# Gare de Kujo
La gare de Kujo (九条駅, Kujō-eki) est une gare ferroviaire de la ville d'Osaka au Japon. Elle est située dans l'arrondissement de Nishi. La gare est gérée par la compagnie Hanshin et le métro d'Osaka.

## Situation ferroviaire
La gare de Kujo est située au point kilométrique (PK) 7,6 de la ligne Hanshin Namba et au PK 10,0 de la ligne Chūō du métro.

## Histoire
La station de métro Kujo est inaugurée le 31 octobre 1964. La gare Hanshin ouvre le 20 mars 2009.

## Service des voyageurs

### Accès et accueil
La gare dispose d'un bâtiment voyageurs, avec guichet, ouvert tous les jours.

### Desserte
- Ligne Hanshin Namba :
  - voie 1 : direction Osaka-Namba (interconnexion avec la ligne Kintetsu Namba pour Nara)
  - voie 2 : direction Amagasaki (interconnexion avec la ligne principale Hanshin pour Kobe-Sannomiya)

### Intermodalité
- Ligne Chūō :

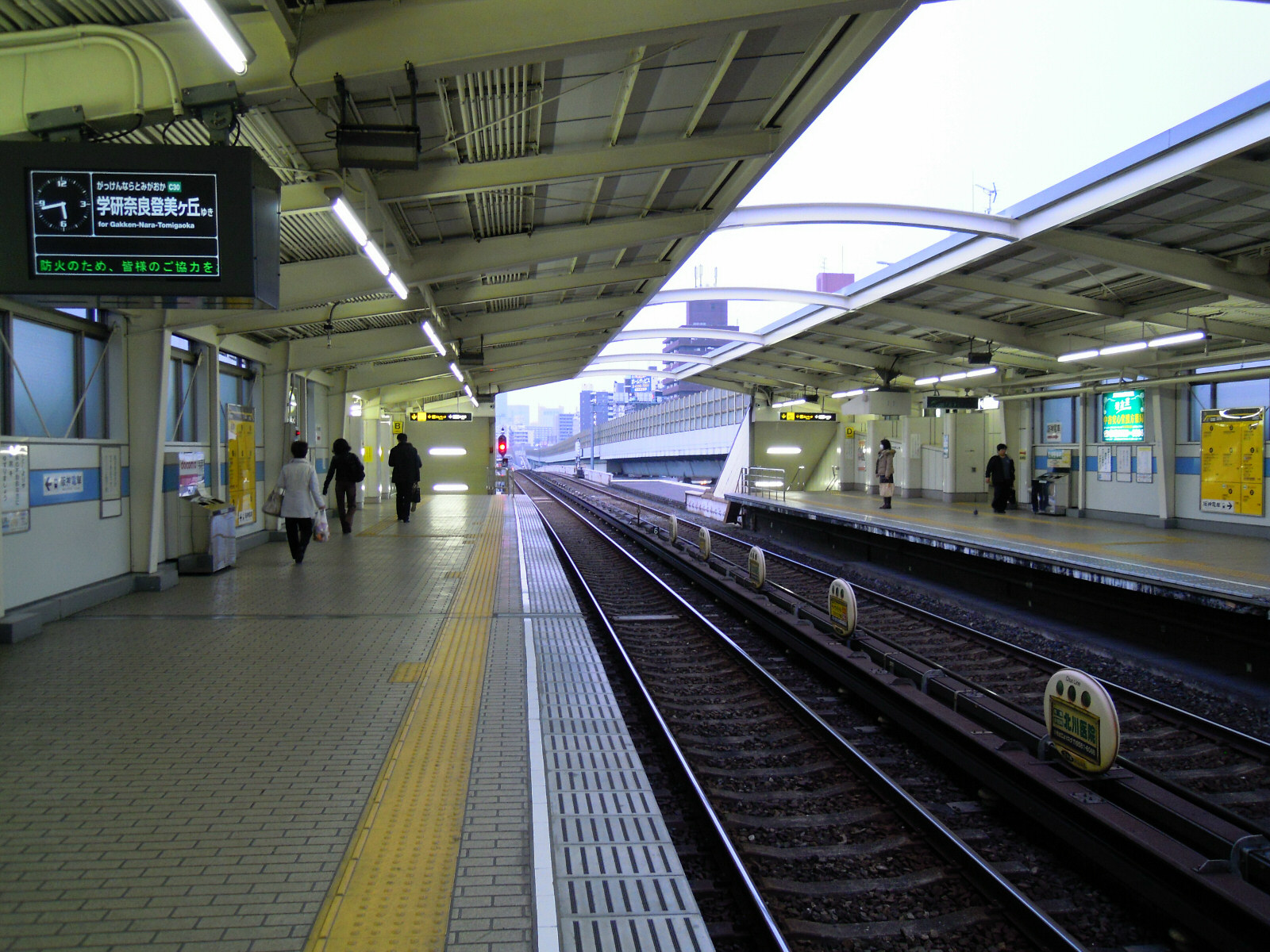
Quais de la station de la ligne Chūō

  - voie 1 : direction Nagata (interconnexion avec la ligne Kintetsu Keihanna pour Nara-Tomigaoka)
  - voie 2 : direction Yumeshima

## Environs
- Osaka Dome
- Ciné Nouveau